# Tierra y Libertad (Balancán)
Tierra y Libertad es una localidad del municipio de Balancán ubicado en la subregión de los Ríos del estado mexicano de Tabasco.

## Geografía
La localidad se ubica a 33.7 kilómetros (en dirección este) de la localidad de Balancán de Domínguez, la cabecera y lugar más poblado del municipio. Se sitúa en las coordenadas geográficas 17°46′40″N 91°13′12″O / 17.777778, -91.220000, a una elevación de 41 metros sobre el nivel del mar.

## Demografía
Según el Conteo de Población y Vivienda 2020, efectuado por el Instituto Nacional de Estadística y Geografía, la localidad de Tierra y Libertad tiene 120 habitantes, de los cuales 61 son del sexo masculino y 59 del sexo femenino. Su tasa de fecundidad es de 3.14 hijos por mujer y tiene 37 viviendas particulares habitadas.
| Gráfica de evolución demográfica de Tierra y Libertad entre 2000 y 2020 |
|                                                                         |
| INEGI.                                                                  |